# Slatina (Suceava)
Slatina es una comuna ubicada en el distrito de Suceava, Rumania.

## Superficie
Posee una superficie de 119,6 kilómetros cuadrados.

## Demografía
Hasta 2021 la población era de 4837 habitantes, con una densidad de población de 40,45 habitantes por kilómetro cuadrado.